# Bratwurstglöcklein

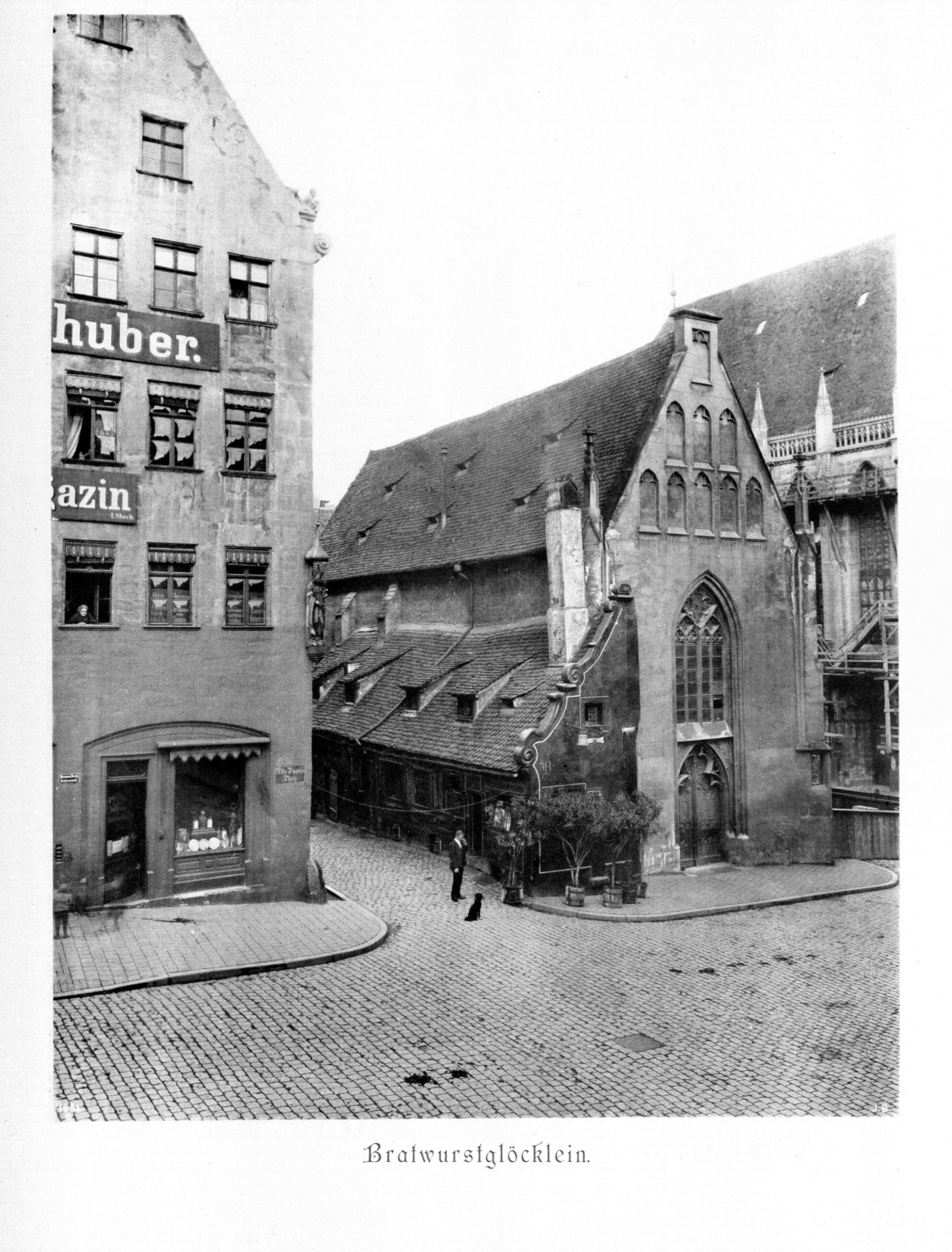
Bratwurstglöcklein, 1891

Das Bratwurstglöcklein war ein kleines Bratwurstlokal in der Glöckleinsgasse Nr. 1 in Nürnberg, das bis zu seiner Zerstörung im Zweiten Weltkrieg als touristische Attraktion und Postkartenmotiv galt. Es war direkt an die kleine Moritzkapelle am Sebalder Platz angebaut – beide fielen den Bombardements der Alliierten zum Opfer.

## Geschichte
Der wahrscheinliche Ursprung des Lokals könnte eine Garküche gewesen sein. Als die Kapelle des Sebalder Friedhofes 1313 als einschiffiger Saalbau aus Backstein erbaut wurde, könnte das Bratwurstglöcklein vielleicht damals schon entstanden sein, da nach Ernst Mummenhoff 1344 von den „Köchen am Kirchhof“ berichtet wird, dann 1519 wird die Wirtschaft als Garküche erwähnt. Das Bratwurstglöcklein war ohne eigene Hochmauer an die Nordseite der Kapelle gebaut, der Volutengiebel wurde dann 1655 bei einem Umbau zugefügt. 1699 kauften Georg Rochus Weber und seine Ehefrau das Lokal, damals noch „Zum blauen Glöcklein“ genannt, das nachmals überregional als Bratwurstglöcklein bekannt werden sollte. Weber verteidigte das Glöcklein nachdrücklich gegen die Beeinträchtigung durch das benachbarte Weinhaus „Zum goldenen Posthorn“ und 1729 veräußerte er es im höheren Alter mit Gewinn. Die Bratwurstküche wechselte im 19. Jahrhundert mehrmals den Besitzer.
Auf der amerikanischen Weltausstellung World’s Columbian Exposition im Jahr 1893 war eine Nachbildung des Nürnberger Bratwurstglöcklein im German Village ausgestellt, wohin die damalige Besitzer-Familie Bauer im April 1893 anreiste, um „den Gaumen“ der Gäste zu erfreuen.
Im Zweiten Weltkrieg traf der amerikanische Luftangriff vom 3. Oktober 1944 Nürnbergs Südstadt, den Südwesten und Südosten der Altstadt und vor allem den Bezirk Sebald, wo neben zahlreichen Bürger- und Patrizierhäusern auch einige bedeutende Baudenkmäler schwer beschädigt oder – wie die Moritzkapelle nördlich der Sebalduskirche zusammen mit dem Bratwurstglöcklein – völlig zerstört wurden.
Ein Wiederaufbau nach dem Krieg war nicht vorgesehen, jedoch versuchte die Lederer-Brauerei 1960 den Traditionsnamen auf das neu eröffnete „Bratwursthäusle“ an der Sebalduskirche zu übertragen – dem wurde vor Gericht nicht stattgegeben. Eine in den Boden eingelassene Gedenkplatte auf dem Sebalder Platz mit den Umrissen des verschwundenen Gebäudes erinnert noch das „Original-Bratwurstglöcklein“. Darauf ist zu lesen:

„Hier stand die Moritzkapelle mit dem Bratwurstglöcklein von 1313 bis zur Zerstörung im Krieg 1944. Ihr Wiederaufbau bleibt zukünftigen Generationen vorbehalten.“

Im Handwerkerhof Nürnberg wird heute ein Bratwurstglöcklein als Touristenattraktion betrieben.

## Beschreibung

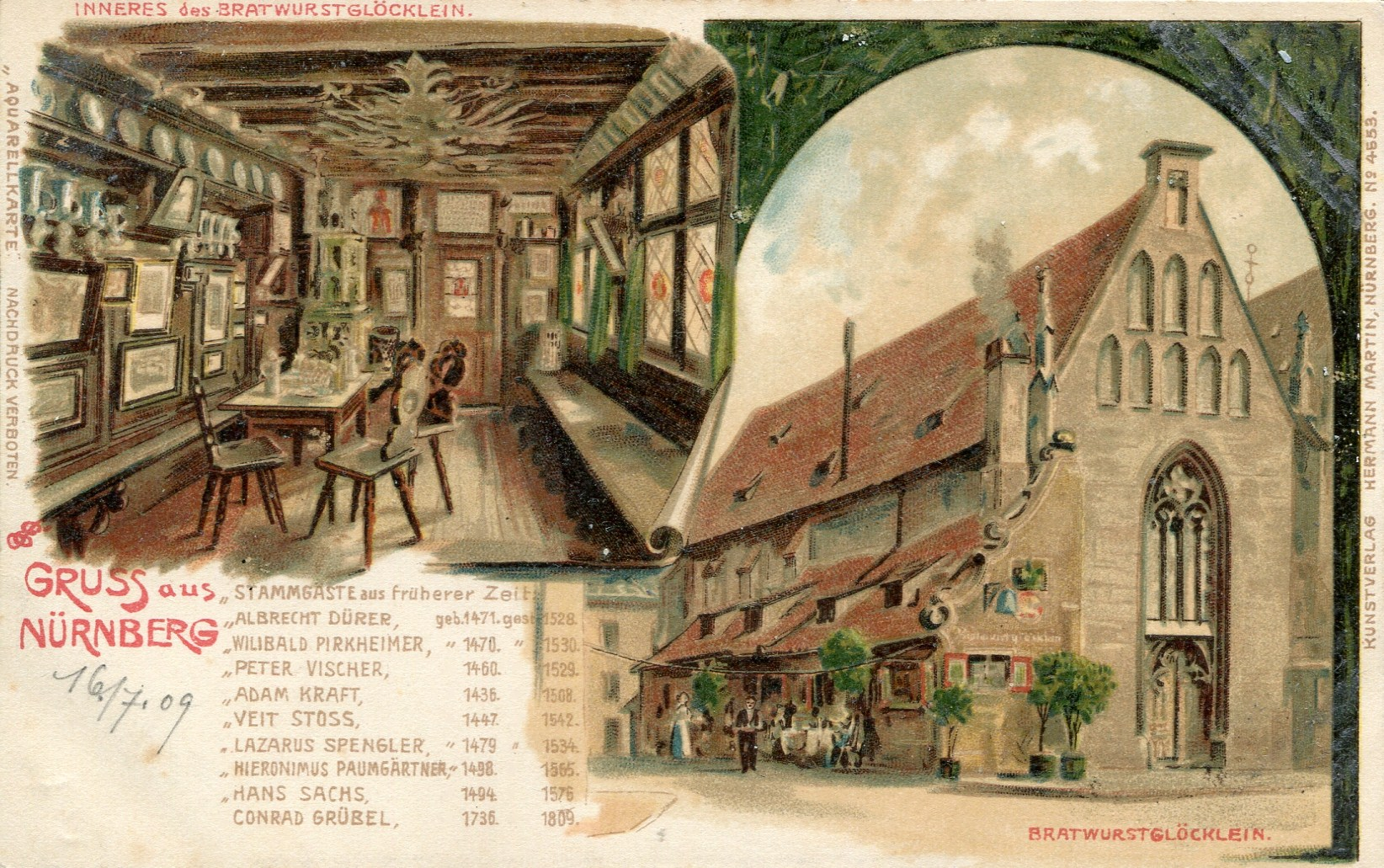
Ansichtskarte „Gruß aus Nürnberg – Inneres des Bratwurstglöcklein“

Das Aussehen des Bratwurstglöckleins soll sich (Stand 1933) seit 1655 nicht mehr wesentlich verändert haben, als das „Gebäulein (...) von der Erden nicht eines rechten Gadens hoch ist, weiln das Dach gleich über den Gemächern schräg hinauf und das ganze Gebäulein an der Morizkapellenmauer stehet.“ Die zwei einzigen Gemächer waren „ein klein enges küchelein und daran ein kleines schmales stüblein, beide sehr eng und unbequem. Von dem stüblein geht man durch ein enges stieglein hinauf auf das bödelein unter dem dach, da erstlich der ehleut und daran der ehhalten (Dienstboten) Schlafkammer ist, beide kammern auch ganz eng und unbequem, sintemal man nicht wohl aufrecht wegen des dachs gehen kann.“ Von Hans Vischer, dem damaligen Wirt und Pächter dieser Garküche, liegt ein Bericht im Stadtarchiv vor, dass er sein Bett und ein Schrank auf das „bödlein“ hat bringen wollen und er das Dach aufbrechen musste, „wiewohl er sonsten zwei schlötlein oder feurrecht hatt.“ Ihm sei das Garkochen sehr beschwerlich, da kein eigener Keller vorhanden, sondern er gegenüber einen Keller von der „frauen Marstallerin wittib“ habe mieten müssen. Daher beantragte er „ein kleines kellerlein vorn gegen den Milchmarkt (heute Albrecht-Dürer-Platz) zu gleich unter seiner kuchen machen zu lassen, welches dann der geschwornen anzeig nach gar wohl und also ohne männiglich schaden und nachteil geschehen kan.“ Er bat noch, man sollte ihm gestatten, dass er mit dem Dach bis unter das Kirchendach „möge in die höhe fahren und also noch einen boden darauf setzen“. Da aber die „frau Marstallerin darein nicht verwilligen wollen“, musste es bei dieser jetzigen Höhe verbleiben. Hingegen erlaubte die Nachbarin, dass er an dies Häuslein im Gässlein neben seinem Ställein, welches 15 Schuh lang und 8 Schuh breit ist, noch 12 Schuh, und also in allem 27 Schuh lang anbauen möge, welches dann der Geschworenen „gar füglich und ohne männiglichs hinderung“ geschehen ließ (Stadt- archiv , Rep. 87 , Nr. 465). Auf diesen Bericht hin wurde das Zinsmeisteramt beauftragt, das Bratwurstglöcklein so hoch wie nur eben möglich zu verkaufen. Daraufhin verkaufte der derzeitige Zinsmeister am 16. März 1655 im Namen und auf Befehl des Nürnberger Magistrats „um eines besseren Nutzens und Frommens gemeiner Stadt willen“ die Erbgerechtigkeit der Garküche oberhalb St. Sebalder Pfarrkirche, an der sogenannten „Morizerkapelln allda und an selbiger maurn angebaut stehend“, einschließlich der Gerechtigkeit des Metzelns und fremden Bierschenkens dem Hans Vischer, aber unter der Bedingung, dass Hans Vischer, seine Erben und Nachkommen „fürderhin an gegenwärtiger Form und Gestalt dieses Garküchenbaues und dessen Feuerrechtes ohne des Bauamtes und seiner Nachbarn Wissen und Einwilligung nichts mehr ändere.“
Die Bohemia-Zeitung berichtete 1879, dass im Bratwurstglöcklein im günstigsten Fall nur Platz für zwanzig Personen war und Bratwürste mit Kraut, Suppe und Bier alles war, was den Gästen angeboten werden konnte. Die kleinen „braun getäfelten Stuben mit ihrem altväterlichen Mobiliar“ schmückten sich mit alten Karten und Kupferstichen, Bildnissen berühmter Söhne Nürnbergs wie Dürer, Vischer, Pirckheimer, Paumgartner, Hans Sachs u. a., die ihrerzeit Gäste gewesen seien, was man aber dem Nürnberger Patriotismus zuschrieb. Die kleinen Fenster sollen mit „Schuppenscheiben“ und Glasmalereien versehen gewesen sein.
Das Erdgeschoss hatte später wohl vier Räume: Die Stube der Wirtsleute, zwei weitere Zimmer und eine Küche, die zugleich als Eingang diente. Die Wohnstube war um 1933 das eigentliche Verkehrslokal, dann gelangte man in „das kleine Stüblein und die Magdkammer“. Das kleine Stüblein enthielt nur ein Tischlein; in der Wohnstube waren drei Tische und vier Bänke aufgestellt. Wände und Decke der größeren Wirtstube waren mit Eichenholz vertäfelt und die Decke zierte ein Reichsadler, das Nürnberger Stadtwappen. Auf dem Dachboden befanden sich Vorratsräume und Unterkünfte der Dienstmägde.